# 소율희
소율희(蘇律熙, 생몰년 미상) 또는 김율희(金律熙)는 10세기 초 김해의 호족이다. 
《태자사낭공대사백월서운탑비》(太子寺朗空大師白月栖雲塔碑)에는 소율희, 《진경대사 보월능공탑》에는 김율희로 되어 있는데, 모두 김해 지역의 호족으로 등장하고 있으며, 한국말에서 소(蘇)와 김(金)은 똑같이 '쇠'로 읽을 수 있는 데에서 두 사람은 동일인물로서 읽을 때는 ‘쇠유리’로 읽었던 것으로 보인다.
《태자사낭공대사백월서운탑비》에 의하면 그는 효공왕 11년(907년) 여름, 김해부지부(金海府知府)였던 소충자(蘇忠子)의 동생으로서 ‘진례성제군사’라는 직책을 가지고 김해의 군사권을 장악하였다. 원래 김해 지역은 소율희보다 앞서 김인광이라는 인물이 지김해부진례성제군사 명의장군이라는 직함으로서 장악하고 있었으나, 소충자와 소율희 형제에 의해 효공왕 12년(908년) 이전에 제거되고 김해 지역은 소충자 · 소율희 형제가 장악하였다.
그러나 효공왕 15년(911년)에 세워진 《광조사진철대사보월승공탑비》(廣照寺眞澈大師寶月乘空塔碑)에는 소충자의 이름이 빠지고 “김해부지군부사(金海府知軍府事) 김율희”, 즉 소율희의 이름만 나타나는 것으로 보아 3년여의 기간 사이에 소충자를 제거했거나 소충자의 죽음으로 해서 김해 일원의 최고 지배자로서 군림하게 된 것으로 보인다.
신라 말 고려 초에 일어난 사상적 전환으로 일컬어지는 선종의 구산선문의 하나로 김해 지역과 가장 관련이 깊었던 봉림산문과 그 개창자인 진경대사와 관련이 깊었으며, 김해에 머물렀던 낭공대사나 진철대사, 진공대사 등의 선승을 후원한 호족 세력도 소율희가 아니었을까 여겨지나 김율희가 몰락한 뒤 봉림산문 역시 쇠퇴하였다.

## 같이 보기
- 진경대사 보월능공탑

## 참고 문헌
- 부경역사연구소 지음 《10세기 인물열전: 쇠유리부터 능창까지 후삼국 22인의 삶》 푸른역사, 2002